# Autoplusia roxana
Autoplusia roxana là một loài bướm đêm trong họ Noctuidae.